# 넥스트 컴퓨터
넥스트 컴퓨터(NeXT Computer) 또는 넥스트 컴퓨터 시스템(NeXT Computer System)은 NeXT에서 개발, 판매 및 판매한 워크스테이션 컴퓨터이다. NeXT Inc.는 1988년 10월 회사의 첫 번째이자 주력 제품으로 US$6,500(2023년 기준 $16,700에 해당)의 가격으로 출시되었다. 고등교육 시장을 겨냥했다. 이는 25MHz의 클럭 속도를 갖춘 모토로라 68030 CPU 및 68882 부동 소수점 보조 프로세서를 중심으로 설계되었다. NeXTSTEP 운영체제는 Mach 마이크로커널과 BSD 파생 유닉스를 기반으로 하며 디스플레이 포스트스크립트 기반 백엔드를 사용하는 독점 GUI를 갖추고 있다. 과학 박물관 그룹에 따르면 인클로저는 1피트(305mm) 다이캐스트 마그네슘 큐브 모양의 검은색 케이스로 구성되어 있어 이 기계를 비공식적으로 '큐브'라고 부르게 되었다.
넥스트 컴퓨터는 이후 업그레이드에서 넥스트큐브로 이름이 변경되었다. 넥스트큐브의 보다 저렴한 버전인 넥스트스테이션은 1990년에 출시되었다.

## 같이 보기
- NeXT
- 넥스트스테이션
- 넥스트큐브
- 파워 맥 G4 큐브